# شرق اندوه
شرق اندوه نام چهارمین کتاب از هشت کتاب (مجموعه اشعار) سهراب سپهری است، که اولین چاپ آن در سال ۱۳۴۰ منتشر شد.
کیوان ساکت آلبومی به همین نام منتشر کرده‌است.

## فهرست اشعار
کتاب شرق اندوه شامل اشعار زیر است (به ترتیبی که در کتاب آمده‌است):
1. روانه
2. هلا
3. پادمه
4. چند
5. هایی
6. شکپوی
7. نه به سنگ
8. و
9. نا
10. پاراه
11. شیطان هم
12. شورم را
13. bodhi
14. گزار
15. لب آب
16. هنگامی
17. تا
18. تنها باد
19. تراو
20. وید
21. و شکستم، و دویدم، و فتادم
22. نیایش
23. به زمین
24. و چه تنها
25. تا گل هیچ